# Wagneria albifrons
Wagneria albifrons är en tvåvingeart som beskrevs av Kugler 1977. Wagneria albifrons ingår i släktet Wagneria och familjen parasitflugor.
Artens utbredningsområde är Israel. Inga underarter finns listade i Catalogue of Life.